# مولد شرارة الإشعال

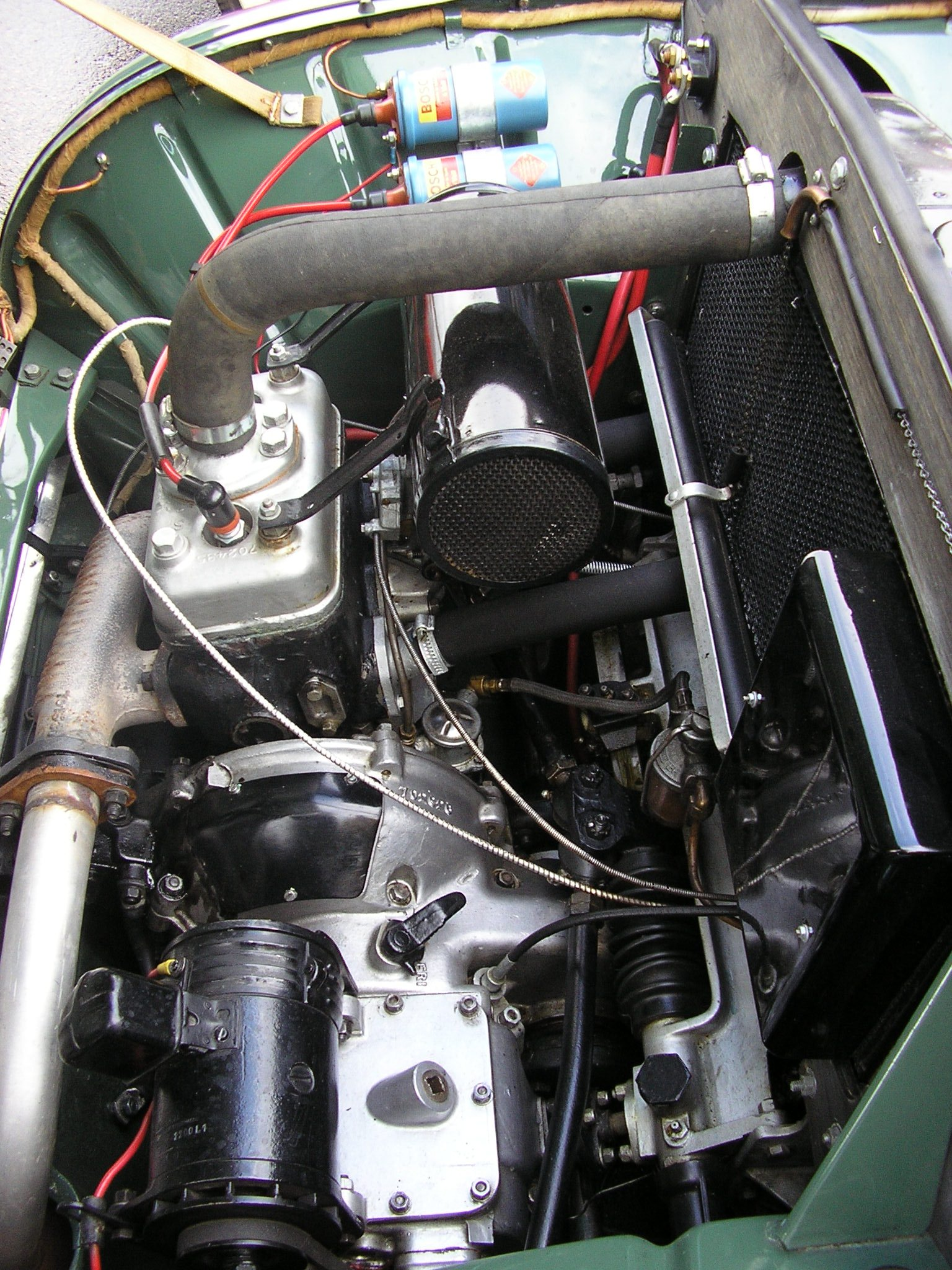
مولد شرارة الإسعال المزدوجة (اسطوانات زرقاء، أعلى الصورة).

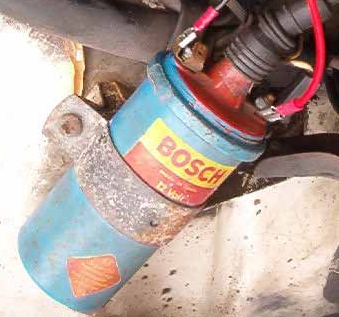
ملف الإشعال لسيارة ساب 96 من شركة بوش.

مولد شرارة الإشعال (بالإنجليزية: Ignition coil)‏، يعرف باسم لفائف الاشتعال ويختصر اسم مولد شرارة الإشعال بمشاش هو عبارة عن لفائف من الحديد الصافي مغلف بأسلاك نحاسية ووظيفته هي تحويل الكهرباء الضعيفة 12 فولط إلى ألاف الفولاتات اللازمة لخلق شرارة كهربائية في شمعات الاشتعال، وهذا من أجل إشعال الوقود في محركات الإحتراق الداخلي.

## الاستخدام في محركات السيارات
استخدمت محركات الاحتراق الداخلي للبنزين في وقت مبكر في نظام الاشتعال المغناطيسي، حيث لم يتم تركيب أي بطارية على السيارة وإنما بالكهرباء المولدة مغناطيسياً ولا تزال تستخدم في محرك المكبس. الجهد الناتج عن المغناطيسية يعتمد على سرعة المحرك، مما يجعل تشغيله صعب. تمكن المولدات التي تعمل بالبطاريات أن توفر شرارة عالية الجهد حتى عند السرعات المنخفضة، مما يجعل البدء أسهل. عندما أصبحت البطاريات شائعة في السيارات للتحريك والإضاءة، إنقرض نظام الاشتعال المغناطيسي.
في الأنظمة الحديثة، يتم حذف الموزع ويتم التحكم في الاشتعال إلكترونيا بدلا من ذلك. وتستخدم مولدات أصغر بكثيرولكل شمعة احتراق مولدة واحد أو مولدتان لشمعتي احتراق (على سبيل المثال مولدتين اثنين في محرك أربع أسطوانات، أو ثلاثة مولدات في محرك ست أسطوانات).